# Tofenacin
Tofenacin là một thuốc chống trầm cảm thuốc với mộtcấu trúc tương tự ba vòng được phát triển và đưa ra thị trường trong Vương quốc Anh và Ý vào năm 1971 và 1981, tương ứng, bởi Brocades-Stheeman & Pharmacia (nay là một phần của Astellas Pharma). Nó hoạt động như một chất ức chế tái hấp thu serotonin-norepinephrine, và dựa trên mối quan hệ chặt chẽ với orphenadrine, cũng có thể có các đặc tính kháng cholinergic và kháng histamine. Tofenacin cũng là chất chuyển hóa hoạt động chính của orphenadrine và có khả năng đóng vai trò trong tác dụng có lợi của nó chống lại các triệu chứng trầm cảm gặp ở bệnh nhân mắc bệnh Parkinson.